# Kiyoshi Tanabe
Kiyoshi Tanabe (jap. 田辺 清, Tanabe Kiyoshi; * 10. Oktober 1940 in Aomori, Präfektur Aomori, Japan) ist ein ehemaliger japanischer Fliegengewichtsboxer.

## Amateur
Tanabe gewann 1960 bei den Olympischen Spielen in Rom die Bronzemedaille im Fliegengewicht. Er konnte dort überraschend im Viertelfinale den favorisierten Rumänen Mircea Dobrescu, zweimaliger Vizeeuropameister 1955/1957 und Silbermedaillengewinner von 1956, nach Punkten besiegen, verlor aber im Halbfinale gegen Sergei Siwko aus der Sowjetunion.

## Profi
1963 wurde er Profi. Er schaffte das Kunststück, keinen seiner Profikämpfe zu verlieren. Im Oktober 1965 wurde er japanischer Meister im Fliegengewicht. Tanabe konnte den Titel zweimal verteidigen, bevor er ihn niederlegte. Bei der zweiten Titelverteidigung kam es zum einzigen Unentschieden seiner Profikarriere.